# QBE Insurance
QBE Insurance est une compagnie d'assurances australienne qui fait partie de l'indice S&P/ASX 50.